# Serie Promozione 1925-1926
La Serie Promozione è stata la 26ª edizione del campionato svizzero di calcio di Serie Promozione (seconda divisione). La squadra vincitrice è stata il Black Stars di Basilea.

## Formula
Partecipano 49 squadre, suddivise in sei gironi all'italiana, cinque composti da otto squadre ciascuno e uno da nove squadre a carattere regionale: due gironi Ovest (Svizzera romanda), due gironi Centrali, (Svizzera centrale) e due gironi Est (Svizzera orientale). Le due squadre vincitrici dei rispettivi gironi (Est, Centrale e Ovest) si affrontano tra di loro in una gara unica in campo neutro, per stabilire le tre squadre che si affronteranno in un Girone Finale di incontri di solo andata, per stabilire la vincitrice del torneo. Queste tre squadre parteciperanno anche agli Spareggi promozione-retrocessione, affrontando le tre squadre ultime classificate dei rispettivi tre gironi della Serie A.

## Squadre partecipanti
| Club                   | Stagione | Città    | Stadio                       | Stagione 1924-1925                 |
| ---------------------- | -------- | -------- | ---------------------------- | ---------------------------------- |
| Baden                  | dettagli | Baden    | Stadion Esp                  | 3º posto nel Girone Est 1          |
| Ballspielclub Zurigo   | dettagli | Zurigo   | ...                          | 7º posto nel Girone Est 1          |
| Blue Stars Zurigo (II) | dettagli | Zurigo   | Sportanlage Hardhof          | 4º posto nel Girone Est 1          |
| Chiasso                | dettagli | Chiasso  | Stadio Campo di via Comacini | 5º posto nel Girone Est 1          |
| Neumünster             | dettagli | Zurigo   | ...                          | 1º posto nel Girone Est 1          |
| Oerlikon               | dettagli | Oerlikon | ...                          | 2º posto nel Girone Est 1          |
| Zugo                   | dettagli | Zugo     | ...                          | 1º posto nel Girone Est di Serie B |
| Zurigo (II)            | dettagli | Zurigo   | Stadio Letzigrund            | 6º posto nel Girone Est 1          |

### Classifica finale
|  | Pos. | Squadra                | Pt | G  | V  | N | P  | GF | GS | DR  |
|  | ---- | ---------------------- | -- | -- | -- | - | -- | -- | -- | --- |
|  | 1.   | Baden                  | 23 | 14 | 11 | 1 | 2  | 48 | 17 | +31 |
|  | 2.   | Blue Stars Zurigo (II) | 19 | 14 | 9  | 1 | 4  | 41 | 27 | +14 |
|  | 3.   | Chiasso                | 18 | 14 | 8  | 2 | 4  | 36 | 20 | +16 |
|  | 4.   | Neumünster             | 13 | 14 | 6  | 1 | 7  | 40 | 38 | +2  |
|  | 5.   | Zurigo (II)            | 13 | 14 | 6  | 1 | 7  | 36 | 36 | 0   |
|  | 6.   | Ballspielclub Zurigo   | 10 | 14 | 5  | 0 | 9  | 41 | 54 | -13 |
|  | 7.   | Oerlikon               | 10 | 14 | 5  | 0 | 9  | 25 | 35 | -10 |
|  | 8.   | SC Zugo                | 6  | 14 | 3  | 0 | 11 | 17 | 57 | -40 |

Legenda:
      Ammesso alla finale per la promozione in Serie A 1926-1927.
      Agli spareggi per la retrocessione/promozione.
Note:
Due punti a vittoria, uno a pareggio, zero a sconfitta.

## Risultati

### Tabellone
|               | BAD  | BAL  | BLS  | CHI  | NEU  | OER  | ZUG  | ZUR  |
| ------------- | ---- | ---- | ---- | ---- | ---- | ---- | ---- | ---- |
| Baden         | –––– | 1-3  | 2-1  | 1-0  | 2-1  | 6-0  | 4-1  | 4-0  |
| Ballspielclub | 3-7  | –––– | 2-6  | 1-4  | 3-1  | 6-3  | 5-2  | 2-4  |
| Blue Stars    | 3-1  | 5-1  | –––– | 0-3  | 2-1  | 1-3  | 5-3  | 2-1  |
| Chiasso       | 1-1  | 5-2  | 2-1  | –––– | 4-0  | 0-2  | 4-1  | 2-2  |
| Neumunster    | 1-7  | 2-6  | 2-2  | 4-3  | –––– | 4-1  | 8-0  | 7-0  |
| Oerlikon      | 1-2  | 6-3  | 2-4  | 3-0  | 1-2  | –––– | 2-0  | 3-0  |
| Zugo          | 0-6  | 2-1  | 1-6  | 0-5  | 1-6  | 1-0  | –––– | 3-1  |
| Zurigo        | 1-2  | 6-2  | 2-3  | 2-3  | 6-1  | 3-1  | 3-2  | –––– |

### Calendario
| andata (1ª) | andata (1ª) | 1ª giornata            | ritorno (8ª) | ritorno (8ª) |
|             |             |                        |              |              |
| 6 set.      | 4-1         | Baden-Zugo             | 6-0          | 21 feb.      |
| 6 set.      | 2-3         | Zurigo (II)-Blue Stars | 1-2          | 6 dic.       |
| 4 ott.      | 4-3         | Neumunster-Chiasso     | 0-4          | 13 dic.      |
| 27 set.     | 6-3         | Ballspielclub-Oerlikon | 3-6          | 29 nov.      |

| andata (2ª) | andata (2ª) | 2ª giornata              | ritorno (9ª) | ritorno (9ª) |
|             |             |                          |              |              |
| 13 set.     | 1-1         | Chiasso-Baden            | 0-1          | 6 dic.       |
| 13 set.     | 2-4         | Oerlikon-Blue Stars      | 3-1          | 13 dic.      |
| 8 nov.      | 3-1         | Zugo-Zurigo (II)         | 2-3          | 28 feb.      |
| 14 feb.     | 3-1         | Ballspielclub-Neumunster | 6-2          | 15 nov.      |

| andata (1ª) | andata (1ª) | 1ª giornata            | ritorno (8ª) | ritorno (8ª) |
|             |             |                        |              |              |
| 6 set.      | 4-1         | Baden-Zugo             | 6-0          | 21 feb.      |
| 6 set.      | 2-3         | Zurigo (II)-Blue Stars | 1-2          | 6 dic.       |
| 4 ott.      | 4-3         | Neumunster-Chiasso     | 0-4          | 13 dic.      |
| 27 set.     | 6-3         | Ballspielclub-Oerlikon | 3-6          | 29 nov.      |

| andata (2ª) | andata (2ª) | 2ª giornata              | ritorno (9ª) | ritorno (9ª) |
|             |             |                          |              |              |
| 13 set.     | 1-1         | Chiasso-Baden            | 0-1          | 6 dic.       |
| 13 set.     | 2-4         | Oerlikon-Blue Stars      | 3-1          | 13 dic.      |
| 8 nov.      | 3-1         | Zugo-Zurigo (II)         | 2-3          | 28 feb.      |
| 14 feb.     | 3-1         | Ballspielclub-Neumunster | 6-2          | 15 nov.      |

| andata (3ª) | andata (3ª) | 3ª giornata              | ritorno (10ª) | ritorno (10ª) |
|             |             |                          |               |               |
| 27 set.     | 2-1         | Baden-Neumunster         | 7-1           | 29 nov.       |
| 27 set.     | 4-1         | Chiasso-Zugo             | 5-0           | 22 nov.       |
| 8 nov.      | 2-6         | Ballspielclub-Blue Stars | 1-5           | 28 feb.       |
| 15 nov.     | 3-1         | Zurigo (II)-Oerlikon     | 3-0           | 21 feb.       |

| andata (4ª) | andata (4ª) | 4ª giornata               | ritorno (11ª) | ritorno (11ª) |
|             |             |                           |               |               |
| 11 ott.     | 3-1         | Blue Stars-Baden          | 1-2           | 7 mar.        |
| 11 ott.     | 0-2         | Chiasso-Oerlikon          | 0-3           | 28 feb.       |
| 11 ott.     | 1-6         | Zugo-Neumunster           | 0-8           | 28 feb.       |
| 11 ott.     | 6-2         | Zurigo (II)-Ballspielclub | 4-2           | 28 feb.       |

| andata (3ª) | andata (3ª) | 3ª giornata              | ritorno (10ª) | ritorno (10ª) |
|             |             |                          |               |               |
| 27 set.     | 2-1         | Baden-Neumunster         | 7-1           | 29 nov.       |
| 27 set.     | 4-1         | Chiasso-Zugo             | 5-0           | 22 nov.       |
| 8 nov.      | 2-6         | Ballspielclub-Blue Stars | 1-5           | 28 feb.       |
| 15 nov.     | 3-1         | Zurigo (II)-Oerlikon     | 3-0           | 21 feb.       |

| andata (4ª) | andata (4ª) | 4ª giornata               | ritorno (11ª) | ritorno (11ª) |
|             |             |                           |               |               |
| 11 ott.     | 3-1         | Blue Stars-Baden          | 1-2           | 7 mar.        |
| 11 ott.     | 0-2         | Chiasso-Oerlikon          | 0-3           | 28 feb.       |
| 11 ott.     | 1-6         | Zugo-Neumunster           | 0-8           | 28 feb.       |
| 11 ott.     | 6-2         | Zurigo (II)-Ballspielclub | 4-2           | 28 feb.       |

| andata (5ª) | andata (5ª) | 5ª giornata         | ritorno (12ª) | ritorno (12ª) |
|             |             |                     |               |               |
| 18 ott.     | 1-3         | Baden-Ballspielclub | 7-3           | 13 dic.       |
| 18 ott.     | 1-2         | Oerlikon-Neumunster | 1-4           | 22 nov.       |
| 18 ott.     | 1-6         | Zugo-Blue Stars     | 3-5           | 29 nov.       |
| 18 ott.     | 2-3         | Zurigo (II)-Chiasso | 2-2           | 29 nov.       |

| andata (6ª) | andata (6ª) | 6ª giornata            | ritorno (13ª) | ritorno (13ª) |
|             |             |                        |               |               |
| 25 ott.     | 5-2         | Ballspielclub-Zugo     | 1-2           | 20 dic.       |
| 25 ott.     | 7-0         | Neumunster-Zurigo (II) | 1-6           | 20 dic.       |
| 25 ott.     | 1-2         | Oerlikon-Baden         | 0-6           |               |
| 15 nov.     | 2-1         | Chiasso-Blue Stars     | 3-0           | 14 feb.       |

| andata (5ª) | andata (5ª) | 5ª giornata         | ritorno (12ª) | ritorno (12ª) |
|             |             |                     |               |               |
| 18 ott.     | 1-3         | Baden-Ballspielclub | 7-3           | 13 dic.       |
| 18 ott.     | 1-2         | Oerlikon-Neumunster | 1-4           | 22 nov.       |
| 18 ott.     | 1-6         | Zugo-Blue Stars     | 3-5           | 29 nov.       |
| 18 ott.     | 2-3         | Zurigo (II)-Chiasso | 2-2           | 29 nov.       |

| andata (6ª) | andata (6ª) | 6ª giornata            | ritorno (13ª) | ritorno (13ª) |
|             |             |                        |               |               |
| 25 ott.     | 5-2         | Ballspielclub-Zugo     | 1-2           | 20 dic.       |
| 25 ott.     | 7-0         | Neumunster-Zurigo (II) | 1-6           | 20 dic.       |
| 25 ott.     | 1-2         | Oerlikon-Baden         | 0-6           |               |
| 15 nov.     | 2-1         | Chiasso-Blue Stars     | 3-0           | 14 feb.       |

| \| andata (7ª) \| andata (7ª) \| 7ª giornata \| ritorno (14ª) \| ritorno (14ª) \| \| \| \| \| \| \| \| 1 nov. \| 4-0 \| Baden-Zurigo (II) \| 2-1 \| 22 nov. \| \| 1 nov. \| 1-4 \| Ballspielclub-Chiasso \| 2-5 \| 14 mar. \| \| 1 nov. \| 2-1 \| Blue Stars-Neumunster \| 2-2 \| 21 feb. \| \| 1 nov. \| 1-0 \| Zugo-Oerlikon \| 0-2 \| 14 mar. \| |             |                       |               |               |
| andata (7ª) | andata (7ª) | 7ª giornata           | ritorno (14ª) | ritorno (14ª) |
| |             |                       |               |               |
| 1 nov. | 4-0         | Baden-Zurigo (II)     | 2-1           | 22 nov.       |
| 1 nov. | 1-4         | Ballspielclub-Chiasso | 2-5           | 14 mar.       |
| 1 nov. | 2-1         | Blue Stars-Neumunster | 2-2           | 21 feb.       |
| 1 nov. | 1-0         | Zugo-Oerlikon         | 0-2           | 14 mar.       |

| andata (7ª) | andata (7ª) | 7ª giornata           | ritorno (14ª) | ritorno (14ª) |
|             |             |                       |               |               |
| 1 nov.      | 4-0         | Baden-Zurigo (II)     | 2-1           | 22 nov.       |
| 1 nov.      | 1-4         | Ballspielclub-Chiasso | 2-5           | 14 mar.       |
| 1 nov.      | 2-1         | Blue Stars-Neumunster | 2-2           | 21 feb.       |
| 1 nov.      | 1-0         | Zugo-Oerlikon         | 0-2           | 14 mar.       |

## Squadre partecipanti
| Club            | Stagione | Città      | Stadio                | Stagione 1924-1925        |
| --------------- | -------- | ---------- | --------------------- | ------------------------- |
| Arbon           | dettagli | Arbon      | ...                   | 4º posto nel Girone Est 2 |
| Brühl (II)      | dettagli | San Gallo  | Stadion Espenmoos     | 6º posto nel Girone Est 2 |
| Oberwinterthur  | dettagli | Winterthur | ...                   | 7º posto nel Girone Est 2 |
| Romanshorn      | dettagli | Romanshorn | ...                   | 3º posto nel Girone Est 2 |
| San Gallo (II)  | dettagli | San Gallo  | Stadion Espenmoos     | 1º posto nel Girone Est 2 |
| Sciaffusa       | dettagli | Sciaffusa  | ...                   | 2º posto nel Girone Est 2 |
| Töss            | dettagli | Töss       | ...                   | 8º posto nel Girone Est 2 |
| Winterthur (II) | dettagli | Winterthur | Stadion Schützenwiese | 5º posto nel Girone Est 2 |

### Classifica finale
|  | Pos. | Squadra         | Pt | G  | V  | N | P  | GF | GS | DR  |
|  | ---- | --------------- | -- | -- | -- | - | -- | -- | -- | --- |
|  | 1.   | Oberwinterthur  | 22 | 14 | 10 | 2 | 2  | 49 | 27 | +22 |
|  | 2.   | Sciaffusa       | 21 | 14 | 9  | 3 | 2  | 36 | 11 | +25 |
|  | 3.   | Töss            | 20 | 14 | 9  | 2 | 3  | 39 | 18 | +21 |
|  | 4.   | Romanshorn      | 14 | 14 |    |   |    | 34 | 25 | +9  |
|  | 5.   | Arbon           | 12 | 14 |    |   |    | 19 | 40 | -21 |
|  | 6.   | San Gallo (II)  | 10 | 14 | 5  | 0 | 9  | 32 | 33 | -1  |
|  | 7.   | Winterthur (II) | 8  | 14 | 4  | 0 | 10 | 26 | 37 | -11 |
|  | 8.   | Brühl (II)      | 5  | 14 | 2  | 1 | 11 | 17 | 61 | -44 |

Legenda:
      Ammesso alla finale per la promozione in Serie A 1926-1927.
      Agli spareggi per la retrocessione/promozione.
Note:
Due punti a vittoria, uno a pareggio, zero a sconfitta.

## Risultati

### Tabellone
|                 | ARB  | BRU  | OBE  | ROM  | SGA  | SCI  | TOS  | WIN  |
| --------------- | ---- | ---- | ---- | ---- | ---- | ---- | ---- | ---- |
| Arbon           | –––– | 5-2  | 1-3  | 1-1  | 3-0  | 1-2  | 1-0  | 2-0  |
| Bruhl (II)      | 1-3  | –––– | 2-4  | 0-7  | 3-2  | 0-1  | 1-3  | 5-2  |
| Oberwinterthur  | -    | 10-2 | –––– | 2-2  | 6-3  | 1-1  | 3-1  | 3-2  |
| Romanshorn      | 6-0  | 0-0  | 2-4  | –––– | 3-2  | 2-2  | 0-0  | 5-1  |
| San Gallo (II)  | 6-0  | 7-0  | 2-3  | 0-3  | –––– | 1-0  | 1-0  | 2-1  |
| Sciaffusa       | 6-0  | 8-0  | 2-1  | 4-1  | 2-0  | –––– | 2-2  | 4-0  |
| Toss            | 7-2  | 5-0  | 3-2  | 2-0  | 7-3  | 1-0  | –––– | 2-1  |
| Winterthur (II) | 5-0  | 3-2  | 1-3  | 4-1  | 4-3  | 1-2  | 2-4  | –––– |

### Calendario
| andata (1ª) | andata (1ª) | 1ª giornata                | ritorno (8ª) | ritorno (8ª) |
|             |             |                            |              |              |
| 6 set.      | 1-2         | Arbon-Sciaffusa            | 0-6          | 29 nov.      |
| 6 set.      | 5-1         | Romanshorn-Winterthur (II) | 1-4          | 29 nov.      |
| 6 set.      | 1-0         | San Gallo (II)-Toss        | 3-7          | 29 nov.      |
| 13 set.     | 2-4         | Bruhl (II)-Oberwinterthur  | 2-10         | 6 dic.       |

| andata (2ª) | andata (2ª) | 2ª giornata                | ritorno (9ª) | ritorno (9ª) |
|             |             |                            |              |              |
| 13 set.     | 3-2         | Romanshorn-San Gallo (II)  | 3-0          | 14 mar.      |
| 13 set.     | 7-2         | Toss-Arbon                 | 0-1          | 14 mar.      |
| 6 ott.      | 1-1         | Oberwinterthur-Sciaffusa   | 1-2          | 7 feb.       |
| 1 nov.      | 3-2         | Winterthur (II)-Bruhl (II) | 2-5          | 2 feb.       |

| andata (1ª) | andata (1ª) | 1ª giornata                | ritorno (8ª) | ritorno (8ª) |
|             |             |                            |              |              |
| 6 set.      | 1-2         | Arbon-Sciaffusa            | 0-6          | 29 nov.      |
| 6 set.      | 5-1         | Romanshorn-Winterthur (II) | 1-4          | 29 nov.      |
| 6 set.      | 1-0         | San Gallo (II)-Toss        | 3-7          | 29 nov.      |
| 13 set.     | 2-4         | Bruhl (II)-Oberwinterthur  | 2-10         | 6 dic.       |

| andata (2ª) | andata (2ª) | 2ª giornata                | ritorno (9ª) | ritorno (9ª) |
|             |             |                            |              |              |
| 13 set.     | 3-2         | Romanshorn-San Gallo (II)  | 3-0          | 14 mar.      |
| 13 set.     | 7-2         | Toss-Arbon                 | 0-1          | 14 mar.      |
| 6 ott.      | 1-1         | Oberwinterthur-Sciaffusa   | 1-2          | 7 feb.       |
| 1 nov.      | 3-2         | Winterthur (II)-Bruhl (II) | 2-5          | 2 feb.       |

| andata (3ª) | andata (3ª) | 3ª giornata               | ritorno (10ª) | ritorno (10ª) |
|             |             |                           |               |               |
| 27 set.     | 2-4         | Romanshorn-Oberwinterthur | 2-2           | 22 nov.       |
| 27 set.     | 8-0         | Sciaffusa-Bruhl (II)      | 1-0           | 21 mar.       |
| 27 set.     | 2-4         | Winterthur (II)-Toss      | 1-2           | 7 mar.        |
| 8 nov.      | 6-0         | San Gallo (II)-Arbon      | 0-3           | 21 mar.       |

| andata (4ª) | andata (4ª) | 4ª giornata                    | ritorno (11ª) | ritorno (11ª) |
|             |             |                                |               |               |
| 4 ott.      | 2-1         | San Gallo (II)-Winterthur (II) | 3-4           | 20 dic.       |
| 8 nov.      | 4-1         | Sciaffusa-Romanshorn           | 2-2           | 31 gen.       |
| 15 nov.     | 1-3         | Arbon-Oberwinterthur           | -             | 31 gen.       |
| 22 nov.     | 5-0         | Toss-Bruhl (II)                | 3-1           | 21 feb.       |

| andata (3ª) | andata (3ª) | 3ª giornata               | ritorno (10ª) | ritorno (10ª) |
|             |             |                           |               |               |
| 27 set.     | 2-4         | Romanshorn-Oberwinterthur | 2-2           | 22 nov.       |
| 27 set.     | 8-0         | Sciaffusa-Bruhl (II)      | 1-0           | 21 mar.       |
| 27 set.     | 2-4         | Winterthur (II)-Toss      | 1-2           | 7 mar.        |
| 8 nov.      | 6-0         | San Gallo (II)-Arbon      | 0-3           | 21 mar.       |

| andata (4ª) | andata (4ª) | 4ª giornata                    | ritorno (11ª) | ritorno (11ª) |
|             |             |                                |               |               |
| 4 ott.      | 2-1         | San Gallo (II)-Winterthur (II) | 3-4           | 20 dic.       |
| 8 nov.      | 4-1         | Sciaffusa-Romanshorn           | 2-2           | 31 gen.       |
| 15 nov.     | 1-3         | Arbon-Oberwinterthur           | -             | 31 gen.       |
| 22 nov.     | 5-0         | Toss-Bruhl (II)                | 3-1           | 21 feb.       |

| andata (5ª) | andata (5ª) | 5ª giornata               | ritorno (12ª) | ritorno (12ª) |
|             |             |                           |               |               |
| 11 ott.     | 3-2         | Bruhl (II)-San Gallo (II) | 0-7           | 7 mar.        |
| 11 ott.     | 1-1         | Arbon-Romanshorn          | 0-6           | 7 feb.        |
| 1 nov.      | 3-1         | Oberwinterthur-Toss       | 2-3           | 21 mar.       |
| 22 nov.     | 1-2         | Winterthur (II)-Sciaffusa | 0-4           | 14 mar.       |

| andata (6ª) | andata (6ª) | 6ª giornata                    | ritorno (13ª) | ritorno (13ª) |
|             |             |                                |               |               |
| 18 ott.     | 2-5         | Bruhl (II)-Arbon               | 1-3           | 10 gen.       |
| 18 ott.     | 2-3         | Winterthur (II)-Oberwinterthur | 1-3           | 17 gen.       |
| 18 ott.     | 2-0         | Sciaffusa-San Gallo (II)       | 0-1           | 10 gen.       |
| 15 nov.     | 0-0         | Romanshorn-Toss                | 0-2           | 10 gen.       |

| andata (5ª) | andata (5ª) | 5ª giornata               | ritorno (12ª) | ritorno (12ª) |
|             |             |                           |               |               |
| 11 ott.     | 3-2         | Bruhl (II)-San Gallo (II) | 0-7           | 7 mar.        |
| 11 ott.     | 1-1         | Arbon-Romanshorn          | 0-6           | 7 feb.        |
| 1 nov.      | 3-1         | Oberwinterthur-Toss       | 2-3           | 21 mar.       |
| 22 nov.     | 1-2         | Winterthur (II)-Sciaffusa | 0-4           | 14 mar.       |

| andata (6ª) | andata (6ª) | 6ª giornata                    | ritorno (13ª) | ritorno (13ª) |
|             |             |                                |               |               |
| 18 ott.     | 2-5         | Bruhl (II)-Arbon               | 1-3           | 10 gen.       |
| 18 ott.     | 2-3         | Winterthur (II)-Oberwinterthur | 1-3           | 17 gen.       |
| 18 ott.     | 2-0         | Sciaffusa-San Gallo (II)       | 0-1           | 10 gen.       |
| 15 nov.     | 0-0         | Romanshorn-Toss                | 0-2           | 10 gen.       |

| \| andata (7ª) \| andata (7ª) \| 7ª giornata \| ritorno (14ª) \| ritorno (14ª) \| \| \| \| \| \| \| \| 25 ott. \| 2-0 \| Arbon-Winterthur (II) \| 0-5 \| 17 gen. \| \| 25 ott. \| 7-0 \| Romanshorn-Bruhl (II) \| 0-0 \| 17 gen. \| \| 25 ott. \| 2-3 \| San Gallo (II)-Oberwinterthur \| 3-6 \| 21 feb. \| \| 25 ott. \| 1-0 \| Toss-Sciaffusa \| 2-2 \| 28 feb. \| |             |                               |               |               |
| andata (7ª) | andata (7ª) | 7ª giornata                   | ritorno (14ª) | ritorno (14ª) |
| |             |                               |               |               |
| 25 ott. | 2-0         | Arbon-Winterthur (II)         | 0-5           | 17 gen.       |
| 25 ott. | 7-0         | Romanshorn-Bruhl (II)         | 0-0           | 17 gen.       |
| 25 ott. | 2-3         | San Gallo (II)-Oberwinterthur | 3-6           | 21 feb.       |
| 25 ott. | 1-0         | Toss-Sciaffusa                | 2-2           | 28 feb.       |

| andata (7ª) | andata (7ª) | 7ª giornata                   | ritorno (14ª) | ritorno (14ª) |
|             |             |                               |               |               |
| 25 ott.     | 2-0         | Arbon-Winterthur (II)         | 0-5           | 17 gen.       |
| 25 ott.     | 7-0         | Romanshorn-Bruhl (II)         | 0-0           | 17 gen.       |
| 25 ott.     | 2-3         | San Gallo (II)-Oberwinterthur | 3-6           | 21 feb.       |
| 25 ott.     | 1-0         | Toss-Sciaffusa                | 2-2           | 28 feb.       |

## Finale gruppi est 1 e 2
S'incontrarono le due squadre vincenti i rispettivi gironi.
|                | Risultato |       | Luogo e data            |  |
| -------------- | --------- | ----- | ----------------------- |  |
| Oberwinterthur | 2 -1      | Baden | Sciaffusa, 8 marzo 1926 |  |
|                |           |       |                         |  |

## Squadre partecipanti
| Club                     | Stagione | Città     | Stadio                 | Stagione 1924-1925             |
| ------------------------ | -------- | --------- | ---------------------- | ------------------------------ |
| Berna (II)               | dettagli | Berna     | Stadion Neufeld        | ?º posto nel Girone Centrale 1 |
| Bienne                   | dettagli | Bienna    | ...                    | ?º posto nel Girone Centrale 1 |
| Cercle des Sports Bienne | dettagli | Bienna    | ...                    | ?º posto nel Girone Centrale 1 |
| Kickers Lucerna          | dettagli | Lucerna   | Stadion Allmend        | ?º posto nel Girone Centrale 1 |
| Lucerna (II)             | dettagli | Lucerna   | Stadion Allmend        | ?º posto nel Girone Centrale 1 |
| Madretsch                | dettagli | Madretsch | ...                    | ?º posto nel Girone Centrale 1 |
| Olten                    | dettagli | Olten     | Sportplatz am Wilerweg | ?º posto nel Girone Centrale 1 |
| Victoria                 | dettagli | Berna     | ...                    | ?º posto nel Girone Centrale 1 |
| Young Boys (II)          | dettagli | Berna     | Wankdorfstadion        | ?º posto nel Girone Centrale 1 |

### Classifica finale
|  | Pos. | Squadra                  | Pt | G  | V | N | P | GF | GS | DR |
|  | ---- | ------------------------ | -- | -- | - | - | - | -- | -- | -- |
|  | 1.   | Lucerna (II)             |    | 16 |   |   |   |    |    | +  |
|  | 2.   | Berna (II)               |    | 16 |   |   |   |    |    | +  |
|  | 3.   | Bienne                   |    | 16 |   |   |   |    |    | +  |
|  | 4.   | Cercle des Sports Bienne |    | 16 |   |   |   |    |    | +  |
|  | 5.   | Kickers Lucerna          |    | 16 |   |   |   |    |    | -  |
|  | 6.   | Madretsch                |    | 16 |   |   |   |    |    | -  |
|  | 7.   | Olten                    |    | 16 |   |   |   |    |    | -  |
|  | 8.   | Young Boys (II)          |    | 16 |   |   |   |    |    | -  |
|  | 9.   | Victoria Berna           |    | 16 |   |   |   |    |    | -  |

Legenda:
      Ammesso alla finale per la promozione in Serie A 1926-1927.
      Agli spareggi per la retrocessione/promozione.
Note:
Due punti a vittoria, uno a pareggio, zero a sconfitta.

### Tabellone
|                   | BER  | BIE  | CDS  | KIC  | LUC  | MAD  | OLT  | VIC  | YBO  |
| ----------------- | ---- | ---- | ---- | ---- | ---- | ---- | ---- | ---- | ---- |
| Berna (II)        | –––– | -    | -    | -    | -    | -    | -    | -    | -    |
| Bienna            | -    | –––– | -    | -    | -    | -    | -    | -    | -    |
| Cercle des Sports | -    | -    | –––– | -    | -    | -    | -    | -    | -    |
| Kickers           | -    | -    | -    | –––– | -    | -    | -    | -    | -    |
| Lucerna           | -    | -    | -    | -    | –––– | -    | -    | -    | -    |
| Madretsch         | -    | -    | -    | -    | -    | –––– | -    | -    | -    |
| Olten             | -    | -    | -    | -    | -    | -    | –––– | -    | -    |
| Victoria          | -    | -    | -    | -    | -    | -    | -    | –––– | -    |
| Young Boys (II)   | -    | -    | -    | -    | -    | -    | -    | -    | –––– |

### Calendario
| andata (1ª) | andata (1ª)      | 1ª giornata               | ritorno (10ª) | ritorno (10ª) |
|             |                  |                           |               |               |
| 6 set.      | 2-3              | Bienna-Berna (II)         | -             | 26 gen.       |
| 27 set.     | 2-4              | Kickers-Lucerna           | 0-5           | 7 mar.        |
| 27 set.     | 4-5              | Olten-Cercle des Sports   | -             | 7 mar.        |
| 27 set.     | 3-0              | Young Boys (II)-Madretsch | 0-1           | 11 apr.       |
| 27 set.     | Riposa: Victoria |                           |               |               |

| andata (2ª) | andata (2ª)    | 2ª giornata                | ritorno (11ª) | ritorno (11ª) |
|             |                |                            |               |               |
| 13 set.     | 2-2            | Lucerna-Cercle des Sports  | 4-0           | 28 mar.       |
| 13 set.     | 2-2            | Madretsch-Victoria         | 3-0           | 10 gen.       |
| 13 set.     | 2-3            | Olten-Kickers              | 5-2           | 20 dic.       |
| 13 set.     | 10-0           | Young Boys (II)-Berna (II) | 3-0           | 28 feb.       |
| 13 set.     | Riposa: Bienna |                            |               |               |

| andata (1ª) | andata (1ª)      | 1ª giornata               | ritorno (10ª) | ritorno (10ª) |
|             |                  |                           |               |               |
| 6 set.      | 2-3              | Bienna-Berna (II)         | -             | 26 gen.       |
| 27 set.     | 2-4              | Kickers-Lucerna           | 0-5           | 7 mar.        |
| 27 set.     | 4-5              | Olten-Cercle des Sports   | -             | 7 mar.        |
| 27 set.     | 3-0              | Young Boys (II)-Madretsch | 0-1           | 11 apr.       |
| 27 set.     | Riposa: Victoria |                           |               |               |

| andata (2ª) | andata (2ª)    | 2ª giornata                | ritorno (11ª) | ritorno (11ª) |
|             |                |                            |               |               |
| 13 set.     | 2-2            | Lucerna-Cercle des Sports  | 4-0           | 28 mar.       |
| 13 set.     | 2-2            | Madretsch-Victoria         | 3-0           | 10 gen.       |
| 13 set.     | 2-3            | Olten-Kickers              | 5-2           | 20 dic.       |
| 13 set.     | 10-0           | Young Boys (II)-Berna (II) | 3-0           | 28 feb.       |
| 13 set.     | Riposa: Bienna |                            |               |               |

| andata (3ª) | andata (3ª)               | 3ª giornata             | ritorno (12ª) | ritorno (12ª) |
|             |                           |                         |               |               |
| 11 ott.     | 2-0                       | Lucerna-Young Boys (II) | 1-0           | 14 feb.       |
| 11 ott.     | 1-1                       | Madretsch-Kickers       | 0-0           | 21 mar.       |
| 11 ott.     | 1-4                       | Victoria-Berna (II)     | 2-4           | 7 feb.        |
| 11 ott.     | -                         | Bienna-Olten            | -             | 7 feb.        |
| 11 ott.     | Riposa: Cercle des Sports |                         |               |               |

| andata (4ª) | andata (4ª)     | 4ª giornata                 | ritorno (13ª) | ritorno (13ª) |
|             |                 |                             |               |               |
| 18 ott.     | 1-2             | Cercle des Sports-Madretsch | 4-1           | 17 gen.       |
| 18 ott.     | 3-0             | Kickers-Berna               | 4-1           | 14 mar.       |
| 18 ott.     | -               | Bienna-Young Boys           | 0-2           | 21 mar.       |
| 18 ott.     | -               | Victoria-Olten              | 1-1           | 21 mar.       |
| 18 ott.     | Riposa: Lucerna |                             |               |               |

| andata (3ª) | andata (3ª)               | 3ª giornata             | ritorno (12ª) | ritorno (12ª) |
|             |                           |                         |               |               |
| 11 ott.     | 2-0                       | Lucerna-Young Boys (II) | 1-0           | 14 feb.       |
| 11 ott.     | 1-1                       | Madretsch-Kickers       | 0-0           | 21 mar.       |
| 11 ott.     | 1-4                       | Victoria-Berna (II)     | 2-4           | 7 feb.        |
| 11 ott.     | -                         | Bienna-Olten            | -             | 7 feb.        |
| 11 ott.     | Riposa: Cercle des Sports |                         |               |               |

| andata (4ª) | andata (4ª)     | 4ª giornata                 | ritorno (13ª) | ritorno (13ª) |
|             |                 |                             |               |               |
| 18 ott.     | 1-2             | Cercle des Sports-Madretsch | 4-1           | 17 gen.       |
| 18 ott.     | 3-0             | Kickers-Berna               | 4-1           | 14 mar.       |
| 18 ott.     | -               | Bienna-Young Boys           | 0-2           | 21 mar.       |
| 18 ott.     | -               | Victoria-Olten              | 1-1           | 21 mar.       |
| 18 ott.     | Riposa: Lucerna |                             |               |               |

| andata (5ª) | andata (5ª)     | 5ª giornata                | ritorno (14ª) | ritorno (14ª) |
|             |                 |                            |               |               |
| 6 set.      | 1-8             | Olten-Young Boys           | 1-3           | 14 mar.       |
| 15 nov.     | 3-2             | Cercle des Sports-Victoria | 1-3           | 11 apr.       |
| 15 nov.     | 6-1             | Lucerna-Berna (II)         | 7-0           | 21 feb.       |
| 15 nov.     | -               | Madretsch-Bienna           | -             | 21 feb.       |
| 15 nov.     | Riposa: Kickers |                            |               |               |

| andata (6ª) | andata (6ª)       | 6ª giornata              | ritorno (15ª) | ritorno (15ª) |
|             |                   |                          |               |               |
| 22 nov.     | 0-1               | Berna (II)-Olten         | 1-3           | 13 dic.       |
| 22 nov.     | 2-4               | Kickers-Victoria         | 0-5           | 28 mar.       |
| 22 nov.     | 0-2               | Madretsch-Lucerna        | 1-2           | 7 feb.        |
| 22 nov.     | -                 | Cercle des Sports-Bienna | -             |               |
| 22 nov.     | Riposa:Young Boys |                          |               |               |

| andata (5ª) | andata (5ª)     | 5ª giornata                | ritorno (14ª) | ritorno (14ª) |
|             |                 |                            |               |               |
| 6 set.      | 1-8             | Olten-Young Boys           | 1-3           | 14 mar.       |
| 15 nov.     | 3-2             | Cercle des Sports-Victoria | 1-3           | 11 apr.       |
| 15 nov.     | 6-1             | Lucerna-Berna (II)         | 7-0           | 21 feb.       |
| 15 nov.     | -               | Madretsch-Bienna           | -             | 21 feb.       |
| 15 nov.     | Riposa: Kickers |                            |               |               |

| andata (6ª) | andata (6ª)       | 6ª giornata              | ritorno (15ª) | ritorno (15ª) |
|             |                   |                          |               |               |
| 22 nov.     | 0-1               | Berna (II)-Olten         | 1-3           | 13 dic.       |
| 22 nov.     | 2-4               | Kickers-Victoria         | 0-5           | 28 mar.       |
| 22 nov.     | 0-2               | Madretsch-Lucerna        | 1-2           | 7 feb.        |
| 22 nov.     | -                 | Cercle des Sports-Bienna | -             |               |
| 22 nov.     | Riposa:Young Boys |                          |               |               |

| andata (7ª) | andata (7ª)   | 7ª giornata               | ritorno (16ª) | ritorno (16ª) |
|             |               |                           |               |               |
| 29 nov.     | 6-1           | Kickers-Cercle des Sports | 1-1           | 28 feb.       |
| 29 nov.     | 4-2           | Olten-Madretsch           | 1-2           | 28 mar.       |
| 29 nov.     | 1-4           | Victoria-Young Boys       | 0-3           | 24 gen.       |
| 29 nov.     | -             | Lucerna-Bienna            | 4-0           | 28 mar.       |
| 29 nov.     | Riposa: Berna |                           |               |               |

| andata (8ª) | andata (8ª)   | 8ª giornata                  | ritorno (17ª) | ritorno (17ª) |
|             |               |                              |               |               |
| 1 nov.      | 5-0           | Berna-Madretsch              | 1-2           | 28 mar.       |
| 13 dic.     | 2-4           | Cercle des Sports-Young Boys | 0-2           | 21 mar.       |
| 13 dic.     | 0-5           | Victoria-Lucerna             | 1-2           | 28 feb.       |
| 13 dic.     | -             | Bienna-Kickers               | -             | 28 feb.       |
| 13 dic.     | Riposa: Olten |                              |               |               |

| andata (7ª) | andata (7ª)   | 7ª giornata               | ritorno (16ª) | ritorno (16ª) |
|             |               |                           |               |               |
| 29 nov.     | 6-1           | Kickers-Cercle des Sports | 1-1           | 28 feb.       |
| 29 nov.     | 4-2           | Olten-Madretsch           | 1-2           | 28 mar.       |
| 29 nov.     | 1-4           | Victoria-Young Boys       | 0-3           | 24 gen.       |
| 29 nov.     | -             | Lucerna-Bienna            | 4-0           | 28 mar.       |
| 29 nov.     | Riposa: Berna |                           |               |               |

| andata (8ª) | andata (8ª)   | 8ª giornata                  | ritorno (17ª) | ritorno (17ª) |
|             |               |                              |               |               |
| 1 nov.      | 5-0           | Berna-Madretsch              | 1-2           | 28 mar.       |
| 13 dic.     | 2-4           | Cercle des Sports-Young Boys | 0-2           | 21 mar.       |
| 13 dic.     | 0-5           | Victoria-Lucerna             | 1-2           | 28 feb.       |
| 13 dic.     | -             | Bienna-Kickers               | -             | 28 feb.       |
| 13 dic.     | Riposa: Olten |                              |               |               |

| \| andata (9ª) \| andata (9ª) \| 9ª giornata \| ritorno (18ª) \| ritorno (18ª) \| \| \| \| \| \| \| \| 18 ott. \| 0-2 \| Olten-Lucerna \| 0-8 \| 11 apr. \| \| 15 nov. \| 4-1 \| Young Boys-Kickers \| 3-4 \| 21 feb. \| \| 20 dic. \| 1-1 \| Berna-Cercle des Sports \| - \| 21 feb. \| \| 20 dic. \| - \| Bienna-Victoria \| - \| 21 feb. \| \| Riposa: Madretsch \| \| \| \| 21 feb. \| |             |                         |               |               |
| andata (9ª) | andata (9ª) | 9ª giornata             | ritorno (18ª) | ritorno (18ª) |
| |             |                         |               |               |
| 18 ott. | 0-2         | Olten-Lucerna           | 0-8           | 11 apr.       |
| 15 nov. | 4-1         | Young Boys-Kickers      | 3-4           | 21 feb.       |
| 20 dic. | 1-1         | Berna-Cercle des Sports | -             | 21 feb.       |
| 20 dic. | -           | Bienna-Victoria         | -             | 21 feb.       |
| Riposa: Madretsch |             |                         |               | 21 feb.       |

| andata (9ª)       | andata (9ª) | 9ª giornata             | ritorno (18ª) | ritorno (18ª) |
|                   |             |                         |               |               |
| 18 ott.           | 0-2         | Olten-Lucerna           | 0-8           | 11 apr.       |
| 15 nov.           | 4-1         | Young Boys-Kickers      | 3-4           | 21 feb.       |
| 20 dic.           | 1-1         | Berna-Cercle des Sports | -             | 21 feb.       |
| 20 dic.           | -           | Bienna-Victoria         | -             | 21 feb.       |
| Riposa: Madretsch |             |                         |               | 21 feb.       |

## Squadre partecipanti
| Club                | Stagione | Città   | Stadio                    | Stagione 1924-1925             |
| ------------------- | -------- | ------- | ------------------------- | ------------------------------ |
| Basilea (II)        | dettagli | Basilea | Landhof-Stadium           | ?º posto nel Girone Centrale 1 |
| Black Stars Basilea | dettagli | Basilea | Sportplatz Buschweilerhof | ?º posto nel Girone Centrale 2 |
| Breite Basilea      | dettagli | Basilea | ...                       | ?º posto nel Girone Centrale 2 |
| Buchs               | dettagli | Buchs   | Sportplatz Buchs          | ?º posto nel Girone Centrale 2 |
| Helvetia            | dettagli | Berna   | ...                       | ?º posto nel Girone Centrale 2 |
| Nordstern (II)      | dettagli | Basilea | Stadion Rankhof           | ?º posto nel Girone Centrale 2 |
| Old Boys Basilea    | dettagli | Basilea | Stadium Schützenmatte     | ?º posto nel Girone Centrale 2 |
| Wohlen              | dettagli | Wohlen  | Stadion Niedermatten      | ?º posto nel Girone Centrale 2 |

### Classifica finale
|  | Pos. | Squadra               | Pt | G  | V | N | P | GF | GS | DR |
|  | ---- | --------------------- | -- | -- | - | - | - | -- | -- | -- |
|  | 1.   | Black Stars Basilea   |    | 14 |   |   |   |    |    | +  |
|  | 2.   | Basilea (II)          |    | 14 |   |   |   |    |    | +  |
|  | 3.   | Breite Basilea        |    | 14 |   |   |   |    |    | +  |
|  | 4.   | Wohlen                |    | 14 |   |   |   |    |    | +  |
|  | 5.   | Helvetia              |    | 14 |   |   |   |    |    | -  |
|  | 6.   | Nordstern (II)        |    | 14 |   |   |   |    |    | -  |
|  | 7.   | Old Boys Basilea (II) |    | 14 |   |   |   |    |    | -  |
|  | 8.   | Buchs                 |    | 14 |   |   |   |    |    | -  |

Legenda:
      Ammesso alla finale per la promozione in Serie A 1926-1927.
      Agli spareggi per la retrocessione/promozione.
Note:
Due punti a vittoria, uno a pareggio, zero a sconfitta.

### Spareggio per il 1º posto
|                     | Risultato |         | Luogo e data            |  |
| ------------------- | --------- | ------- | ----------------------- |  |
| Black Stars Basilea | 3 - 0     | Basilea | Basilea, 11 aprile 1926 |  |
|                     |           |         |                         |  |

## Risultati

### Tabellone
|              | BLS  | BAS  | BRI  | BUC  | HEL  | NOR  | OLB  | WOH  |
| ------------ | ---- | ---- | ---- | ---- | ---- | ---- | ---- | ---- |
| Black Star   | –––– | 3-0  | 1-1  | 10-0 | 5-1  | 1-2  | 1-0  | 5-0  |
| Basilea (II) | 3-2  | –––– | 3-4  | 3-0  | 1-1  | 3-0  | 5-3  | -    |
| Breite       | 4-3  | 1-3  | –––– | 0-0  | 1-1  | 2-9  | 2-0  | 4-3  |
| Buchs        | 1-3  | 1-3  | 0-2  | –––– | 3-4  | 3-4  | 4-2  | -    |
| Helvetia     | 0-10 | 1-4  | -    | 7-2  | –––– | -    | 5-2  | -    |
| Nordstern    | 0-3  | 1-2  | 4-0  | 0-6  | 3-0  | –––– | 3-3  | 6-1  |
| Old Boys     | 1-6  | 1-6  | -    | 0-3  | 5-1  | -    | –––– | 3-1  |
| Wohlen       | 2-7  | 0-6  | 1-4  | 3-2  | 3-1  | 5-2  | 6-3  | –––– |

### Calendario
| andata (1ª) | andata (1ª) | 1ª giornata              | ritorno (8ª) | ritorno (8ª) |
|             |             |                          |              |              |
| 6 set.      | 3-2         | Basilea (II)-Black Stars | 0-3          | 11 apr.      |
| 15 nov.     | 3-0         | Nordstern (II)-Helvetia  | -            | 2 mar.       |
| 15 nov.     | 0-3         | Old Boys (II)-Buchs      | 2-4          | 24 gen.      |
| 15 nov.     | 1-4         | Wohlen-Breite            | 3-4          | 28 feb.      |

| andata (2ª) | andata (2ª) | 2ª giornata               | ritorno (9ª) | ritorno (9ª) |
|             |             |                           |              |              |
| 13 set.     | 1-4         | Helvetia-Basilea (II)     | 1-1          | 10 gen.      |
| 13 set.     | 0-2         | Buchs-Breite              | 0-0          | 10 gen.      |
| 13 set.     | 1-0         | Black Stars-Old Boys (II) | 6-1          | 10 gen.      |
| 13 set.     | 2-5         | Wohlen-Nordstern (II)     | 1-6          | 10 gen.      |

| andata (1ª) | andata (1ª) | 1ª giornata              | ritorno (8ª) | ritorno (8ª) |
|             |             |                          |              |              |
| 6 set.      | 3-2         | Basilea (II)-Black Stars | 0-3          | 11 apr.      |
| 15 nov.     | 3-0         | Nordstern (II)-Helvetia  | -            | 2 mar.       |
| 15 nov.     | 0-3         | Old Boys (II)-Buchs      | 2-4          | 24 gen.      |
| 15 nov.     | 1-4         | Wohlen-Breite            | 3-4          | 28 feb.      |

| andata (2ª) | andata (2ª) | 2ª giornata               | ritorno (9ª) | ritorno (9ª) |
|             |             |                           |              |              |
| 13 set.     | 1-4         | Helvetia-Basilea (II)     | 1-1          | 10 gen.      |
| 13 set.     | 0-2         | Buchs-Breite              | 0-0          | 10 gen.      |
| 13 set.     | 1-0         | Black Stars-Old Boys (II) | 6-1          | 10 gen.      |
| 13 set.     | 2-5         | Wohlen-Nordstern (II)     | 1-6          | 10 gen.      |

| andata (3ª) | andata (3ª) | 3ª giornata                 | ritorno (10ª) | ritorno (10ª) |
|             |             |                             |               |               |
| 27 set.     | 2-0         | Breite-Old Boys (II)        | -             | ?.            |
| 27 set.     | 1-3         | Buchs-Black Stars           | 0-10          | 7 feb.        |
| 27 set.     | 1-2         | Nordstern (II)-Basilea (II) | 0-3           | 21 mar.       |
| 27 set.     | 3-1         | Wohlen-Helvetia             | -             | 21 mar.       |

| andata (4ª) | andata (4ª) | 4ª giornata                | ritorno (11ª) | ritorno (11ª) |
|             |             |                            |               |               |
| 11 ott.     | 3-4         | Basilea (II)-Breite        | 3-1           | 14 feb.       |
| 11 ott.     | 7-2         | Helvetia-Buchs             | 4-3           | 14 feb.       |
| 11 ott.     | 3-1         | Old Boys (II)-Wohlen       | 6-3           | 28 mar.       |
| 29 nov.     | 0-3         | Nordstern (II)-Black Stars | 2-1           | 28 feb.       |

| andata (3ª) | andata (3ª) | 3ª giornata                 | ritorno (10ª) | ritorno (10ª) |
|             |             |                             |               |               |
| 27 set.     | 2-0         | Breite-Old Boys (II)        | -             | ?.            |
| 27 set.     | 1-3         | Buchs-Black Stars           | 0-10          | 7 feb.        |
| 27 set.     | 1-2         | Nordstern (II)-Basilea (II) | 0-3           | 21 mar.       |
| 27 set.     | 3-1         | Wohlen-Helvetia             | -             | 21 mar.       |

| andata (4ª) | andata (4ª) | 4ª giornata                | ritorno (11ª) | ritorno (11ª) |
|             |             |                            |               |               |
| 11 ott.     | 3-4         | Basilea (II)-Breite        | 3-1           | 14 feb.       |
| 11 ott.     | 7-2         | Helvetia-Buchs             | 4-3           | 14 feb.       |
| 11 ott.     | 3-1         | Old Boys (II)-Wohlen       | 6-3           | 28 mar.       |
| 29 nov.     | 0-3         | Nordstern (II)-Black Stars | 2-1           | 28 feb.       |

| andata (5ª) | andata (5ª) | 5ª giornata                  | ritorno (12ª) | ritorno (12ª) |
|             |             |                              |               |               |
| 6 set.      | 3-3         | Nordstern (II)-Old Boys (II) | -             | 23 feb.       |
| 18 ott.     | 2-7         | Wohlen-Black Stars           | 0-5           | 31 gen.       |
| 6 nov.      | 1-1         | Breite-Helvetia              | -             | 23 feb.       |
| 22 nov.     | 1-3         | Buch-Basilea (II)            | 0-3           | 28 mar.       |

| andata (6ª) | andata (6ª) | 6ª giornata                | ritorno (13ª) | ritorno (13ª) |
|             |             |                            |               |               |
| 13 set.     | -           | Buchs-Wohlen               | 2-3           | 14 mar.       |
| 20 ott.     | 5-1         | Black Stars-Helvetia       | 10-0          | 17 gen.       |
| 20 ott.     | 4-0         | Nordstern (II)-Breite      | 9-2           | 14 mar.       |
| 18 ott.     | 5-3         | Basilea (II)-Old Boys (II) | 6-1           | 7 feb.        |

| andata (5ª) | andata (5ª) | 5ª giornata                  | ritorno (12ª) | ritorno (12ª) |
|             |             |                              |               |               |
| 6 set.      | 3-3         | Nordstern (II)-Old Boys (II) | -             | 23 feb.       |
| 18 ott.     | 2-7         | Wohlen-Black Stars           | 0-5           | 31 gen.       |
| 6 nov.      | 1-1         | Breite-Helvetia              | -             | 23 feb.       |
| 22 nov.     | 1-3         | Buch-Basilea (II)            | 0-3           | 28 mar.       |

| andata (6ª) | andata (6ª) | 6ª giornata                | ritorno (13ª) | ritorno (13ª) |
|             |             |                            |               |               |
| 13 set.     | -           | Buchs-Wohlen               | 2-3           | 14 mar.       |
| 20 ott.     | 5-1         | Black Stars-Helvetia       | 10-0          | 17 gen.       |
| 20 ott.     | 4-0         | Nordstern (II)-Breite      | 9-2           | 14 mar.       |
| 18 ott.     | 5-3         | Basilea (II)-Old Boys (II) | 6-1           | 7 feb.        |

| \| andata (7ª) \| andata (7ª) \| 7ª giornata \| ritorno (14ª) \| ritorno (14ª) \| \| \| \| \| \| \| \| 18 ott. \| 3-4 \| Buchs-Nordstern (II) \| 6-0 \| 21 feb. \| \| 8 nov. \| 1-1 \| Black Stars-Breite \| 3-4 \| 21 feb. \| \| 29 nov. \| 5-1 \| Old Boys (II)-Helvetia \| 2-5 \| 14 mar. \| \| 29 nov. \| - \| Basilea (II)-Wohlen \| 6-0 \| 21 feb. \| |             |                        |               |               |
| andata (7ª) | andata (7ª) | 7ª giornata            | ritorno (14ª) | ritorno (14ª) |
| |             |                        |               |               |
| 18 ott. | 3-4         | Buchs-Nordstern (II)   | 6-0           | 21 feb.       |
| 8 nov. | 1-1         | Black Stars-Breite     | 3-4           | 21 feb.       |
| 29 nov. | 5-1         | Old Boys (II)-Helvetia | 2-5           | 14 mar.       |
| 29 nov. | -           | Basilea (II)-Wohlen    | 6-0           | 21 feb.       |

| andata (7ª) | andata (7ª) | 7ª giornata            | ritorno (14ª) | ritorno (14ª) |
|             |             |                        |               |               |
| 18 ott.     | 3-4         | Buchs-Nordstern (II)   | 6-0           | 21 feb.       |
| 8 nov.      | 1-1         | Black Stars-Breite     | 3-4           | 21 feb.       |
| 29 nov.     | 5-1         | Old Boys (II)-Helvetia | 2-5           | 14 mar.       |
| 29 nov.     | -           | Basilea (II)-Wohlen    | 6-0           | 21 feb.       |

## Finale gruppi centrali 1 e 2
- S'incontrano le due squadre vincenti i rispettivi gironi.

|                     | Risultato |         | Luogo e data          |  |
| ------------------- | --------- | ------- | --------------------- |  |
| Black Stars Basilea | 3 -1      | Lucerna | Berna, 18 aprile 1926 |  |
|                     |           |         |                       |  |

## Squadre partecipanti
| Club                    | Stagione | Città      | Stadio               | Stagione 1924-1925                   |
| ----------------------- | -------- | ---------- | -------------------- | ------------------------------------ |
| Club Athletique Ginevra | dettagli | Ginevra    | ...                  | 7º posto nel Girone Ovest 1          |
| Forward Morges          | dettagli | Morges     | ...                  | 2º posto nel Girone Ovest 1          |
| Monthey                 | dettagli | Monthey    | ...                  | 1º posto nel Girone Ovest 1          |
| Montreux-Sports         | dettagli | Montreux   | ...                  | ?º posto nel Girone Ovest?           |
| Saint-Jean              | dettagli | Saint-Jean | ...                  | 5º posto nel Girone Ovest 1          |
| Servette (II)           | dettagli | Ginevra    | Stade des Charmilles | 4º posto nel Girone Ovest 1          |
| Stade Nyonnais          | dettagli | Nyon       | ...                  | 1º posto nel Girone Ovest di Serie B |
| Vevey                   | dettagli | Vevey      | Stade de Copet       | 6º posto nel Girone Ovest 1          |

### Classifica finale
|  | Pos. | Squadra                 | Pt | G  | V  | N | P  | GF | GS | DR |
|  | ---- | ----------------------- | -- | -- | -- | - | -- | -- | -- | -- |
|  | 1.   | Servette (II)           | 22 | 14 | 10 | 2 | 2  |    |    |    |
|  | 2.   | Montreux-Sports         | 20 | 14 | 9  | 2 | 3  |    |    |    |
|  | 3.   | Forward Morges          | 19 | 14 | 9  | 1 | 4  |    |    |    |
|  | 4.   | Monthey                 | 16 | 14 | 6  | 4 | 4  |    |    |    |
|  | 5.   | Stade Nyonnais          | 13 | 14 | 4  | 5 | 5  |    |    |    |
|  | 6.   | Vevey                   | 9  | 14 | 3  | 3 | 8  |    |    |    |
|  | 7.   | Club Athletique Ginevra | 8  | 14 | 2  | 4 | 8  |    |    |    |
|  | 8.   | Saint-Jean              | 5  | 14 | 2  | 1 | 11 |    |    |    |

Legenda:
      Ammesso alla finale per la promozione in Serie A 1926-1927.
      Agli spareggi per la retrocessione/promozione.
Note:
Due punti a vittoria, uno a pareggio, zero a sconfitta.

## Risultati

### Tabellone
|                 | CAT  | FOR  | MOY  | MOX  | SJE  | SER  | SNY  | VEV  |
| --------------- | ---- | ---- | ---- | ---- | ---- | ---- | ---- | ---- |
| Club Athletique | –––– | 1-3  | 0-7  | 1-3  | 0-3  | 1-4  | 2-4  | 3-2  |
| Forward         | 1-1  | –––– | 4-1  | 2-1  | 7-3  | 4-6  | 2-0  | 3-1  |
| Monthey         | 3-2  | 3-2  | –––– | 1-0  | 2-4  | 2-1  | 2-2  | 4-0  |
| Montreux        | 5-1  | 2-0  | 2-2  | –––– | 3-1  | 4-1  | 4-2  | 2-0  |
| Saint Jean      | 3-1  | 5-5  | 4-6  | 3-4  | –––– | 2-8  | 0-3  | 0-3  |
| Servette (II)   | 5-1  | 1-0  | 6-1  | 4-4  | 5-4  | –––– | 2-2  | 6-1  |
| Stade Nyonnais  | 0-1  | 1-2  | 1-1  | 3-2  | 5-1  | 2-5  | –––– | 1-1  |
| Vevey           | 0-0  | 2-7  | 2-0  | 0-8  | 2-1  | 2-3  | 2-2  | –––– |

### Calendario
| andata (1ª) | andata (1ª) | 1ª giornata              | ritorno (8ª) | ritorno (8ª) |
|             |             |                          |              |              |
| 6 set.      | 5-4         | Servette (II)-Saint Jean | 8-2          | 28 feb.      |
| 1 nov.      | 2-2         | Montreux-Monthey         | 0-1          | 28 feb.      |
| 15 nov.     | 1-3         | Club Athletique-Forward  | 1-1          | 14 mar.      |
| 15 nov.     | 2-2         | Vevey-Stade Nyonnais     | 1-1          | 14 mar.      |

| andata (2ª) | andata (2ª) | 2ª giornata             | ritorno (9ª) | ritorno (9ª) |
|             |             |                         |              |              |
| 13 set.     | 0-7         | Club Athletique-Monthey | 2-3          | 28 mar.      |
| 13 set.     | 7-3         | Forward-Saint Jean      | 5-5          | 28 mar.      |
| 13 set.     | 4-2         | Montreux-Stade Nyonnais | 2-3          | 13 dic.      |
| 13 set.     | 2-3         | Vevey -Servette (II)    | 1-6          | 14 feb.      |

| andata (1ª) | andata (1ª) | 1ª giornata              | ritorno (8ª) | ritorno (8ª) |
|             |             |                          |              |              |
| 6 set.      | 5-4         | Servette (II)-Saint Jean | 8-2          | 28 feb.      |
| 1 nov.      | 2-2         | Montreux-Monthey         | 0-1          | 28 feb.      |
| 15 nov.     | 1-3         | Club Athletique-Forward  | 1-1          | 14 mar.      |
| 15 nov.     | 2-2         | Vevey-Stade Nyonnais     | 1-1          | 14 mar.      |

| andata (2ª) | andata (2ª) | 2ª giornata             | ritorno (9ª) | ritorno (9ª) |
|             |             |                         |              |              |
| 13 set.     | 0-7         | Club Athletique-Monthey | 2-3          | 28 mar.      |
| 13 set.     | 7-3         | Forward-Saint Jean      | 5-5          | 28 mar.      |
| 13 set.     | 4-2         | Montreux-Stade Nyonnais | 2-3          | 13 dic.      |
| 13 set.     | 2-3         | Vevey -Servette (II)    | 1-6          | 14 feb.      |

| andata (3ª) | andata (3ª) | 3ª giornata                   | ritorno (10ª) | ritorno (10ª) |
|             |             |                               |               |               |
| 27 set.     | 3-2         | Monthey-Forward               | 1-4           | 6 dic.        |
| 27 set.     | 5-1         | Servette (II)-Club Athletique | 4-1           | 29 nov.       |
| 27 set.     | 5-1         | Stade Nyonnais-Saint Jean     | 3-0           | 29 nov.       |
| 27 set.     | 0-8         | Vevey-Montreux                | 0-2           | 11 apr.       |

| andata (4ª) | andata (4ª) | 4ª giornata                  | ritorno (11ª) | ritorno (11ª) |
|             |             |                              |               |               |
| 11 ott.     | 3-1         | Forward-Vevey                | 7-2           | 28 feb.       |
| 11 ott.     | 5-1         | Montreux-Club Athletique     | 3-1           | 6 dic.        |
| 11 ott.     | 4-6         | Saint Jean-Monthey           | 4-2           | 22 nov.       |
| 11 ott.     | 2-5         | Stade Nyonnais-Servette (II) | 2-2           | 25 apr.       |

| andata (3ª) | andata (3ª) | 3ª giornata                   | ritorno (10ª) | ritorno (10ª) |
|             |             |                               |               |               |
| 27 set.     | 3-2         | Monthey-Forward               | 1-4           | 6 dic.        |
| 27 set.     | 5-1         | Servette (II)-Club Athletique | 4-1           | 29 nov.       |
| 27 set.     | 5-1         | Stade Nyonnais-Saint Jean     | 3-0           | 29 nov.       |
| 27 set.     | 0-8         | Vevey-Montreux                | 0-2           | 11 apr.       |

| andata (4ª) | andata (4ª) | 4ª giornata                  | ritorno (11ª) | ritorno (11ª) |
|             |             |                              |               |               |
| 11 ott.     | 3-1         | Forward-Vevey                | 7-2           | 28 feb.       |
| 11 ott.     | 5-1         | Montreux-Club Athletique     | 3-1           | 6 dic.        |
| 11 ott.     | 4-6         | Saint Jean-Monthey           | 4-2           | 22 nov.       |
| 11 ott.     | 2-5         | Stade Nyonnais-Servette (II) | 2-2           | 25 apr.       |

| andata (5ª) | andata (5ª) | 5ª giornata                    | ritorno (12ª) | ritorno (12ª) |
|             |             |                                |               |               |
| 18 ott.     | 2-4         | Club Athletique-Stade Nyonnais | 1-0           | 28 feb.       |
| 18 ott.     | 2-1         | Monthey-Servette (II)          | 1-6           | 21 feb.       |
| 18 ott.     | 2-0         | Montreux-Forward               | 1-2           | 14 feb.       |
| 18 ott.     | 0-3         | Saint Jean-Vevey               | 1-2           | 1 nov.        |

| andata (6ª) | andata (6ª) | 6ª giornata            | ritorno (13ª) | ritorno (13ª) |
|             |             |                        |               |               |
| 25 ott.     | 3-4         | Saint Jean-Montreux    | 1-3           | 21 feb.       |
| 25 ott.     | 1-1         | Stade Nyonnais-Monthey | 2-2           | 14 feb.       |
| 25 ott.     | 0-0         | Vevey-Club Athletique  | 2-3           | 21 feb.       |
| 8 nov.      | 4-6         | Forward-Sevette (II)   | 0-1           | 21 mar.       |

| andata (5ª) | andata (5ª) | 5ª giornata                    | ritorno (12ª) | ritorno (12ª) |
|             |             |                                |               |               |
| 18 ott.     | 2-4         | Club Athletique-Stade Nyonnais | 1-0           | 28 feb.       |
| 18 ott.     | 2-1         | Monthey-Servette (II)          | 1-6           | 21 feb.       |
| 18 ott.     | 2-0         | Montreux-Forward               | 1-2           | 14 feb.       |
| 18 ott.     | 0-3         | Saint Jean-Vevey               | 1-2           | 1 nov.        |

| andata (6ª) | andata (6ª) | 6ª giornata            | ritorno (13ª) | ritorno (13ª) |
|             |             |                        |               |               |
| 25 ott.     | 3-4         | Saint Jean-Montreux    | 1-3           | 21 feb.       |
| 25 ott.     | 1-1         | Stade Nyonnais-Monthey | 2-2           | 14 feb.       |
| 25 ott.     | 0-0         | Vevey-Club Athletique  | 2-3           | 21 feb.       |
| 8 nov.      | 4-6         | Forward-Sevette (II)   | 0-1           | 21 mar.       |

| \| andata (7ª) \| andata (7ª) \| 7ª giornata \| ritorno (14ª) \| ritorno (14ª) \| \| \| \| \| \| \| \| 8 nov. \| 0-3[3] \| Club Athletique-Saint Jean \| 1-3 \| 21 mar. \| \| 8 nov. \| 4-0 \| Monthey-Vevey \| 0-2 \| 21 mar. \| \| 22 nov. \| 1-2 \| Stade Nyonnais-Forward \| 0-2 \| 21 feb. \| \| 25 nov. \| 4-4 \| Servette (II)-Montreux \| 1-4 \| 14 mar. \| |             |                            |               |               |
| andata (7ª) | andata (7ª) | 7ª giornata                | ritorno (14ª) | ritorno (14ª) |
| |             |                            |               |               |
| 8 nov. | 0-3         | Club Athletique-Saint Jean | 1-3           | 21 mar.       |
| 8 nov. | 4-0         | Monthey-Vevey              | 0-2           | 21 mar.       |
| 22 nov. | 1-2         | Stade Nyonnais-Forward     | 0-2           | 21 feb.       |
| 25 nov. | 4-4         | Servette (II)-Montreux     | 1-4           | 14 mar.       |

| andata (7ª) | andata (7ª) | 7ª giornata                | ritorno (14ª) | ritorno (14ª) |
|             |             |                            |               |               |
| 8 nov.      | 0-3         | Club Athletique-Saint Jean | 1-3           | 21 mar.       |
| 8 nov.      | 4-0         | Monthey-Vevey              | 0-2           | 21 mar.       |
| 22 nov.     | 1-2         | Stade Nyonnais-Forward     | 0-2           | 21 feb.       |
| 25 nov.     | 4-4         | Servette (II)-Montreux     | 1-4           | 14 mar.       |

## Squadre partecipanti
| Club                    | Stagione | Città             | Stadio                | Stagione 1924-1925          |
| ----------------------- | -------- | ----------------- | --------------------- | --------------------------- |
| Cantonal Neuchâtel (II) | dettagli | Neuchâtel         | Stade du Crêt         | 8º posto nel Girone Ovest 2 |
| Concordia Yverdon       | dettagli | Yverdon           | Concordia Parc        | 2º posto nel Girone Ovest 2 |
| Étoile-Sporting (II)    | dettagli | La Chaux-de-Fonds | Stade Les Foulets     | 6º posto nel Girone Ovest 2 |
| Friburgo                | dettagli | Friborgo          | Stade Saint-Léonard   | 7º posto nel Girone Ovest 2 |
| La Chaux-de-Fonds (II)  | dettagli | La Chaux-de-Fonds | Stade de la Charrière | 5º posto nel Girone Ovest 2 |
| Losanna (II)            | dettagli | Losanna           | Stade de la Pontaise  | 3º posto nel Girone Ovest 1 |
| Orbe                    | dettagli | Orbe              | Stade du Puisoir      | 4º posto nel Girone Ovest 2 |
| Signal Losanna          | dettagli | Losanna           | Stade de Vidy         | 3º posto nel Girone Ovest 2 |

### Classifica finale
|  | Pos. | Squadra                 | Pt | G  | V  | N | P  | GF | GS | DR |
|  | ---- | ----------------------- | -- | -- | -- | - | -- | -- | -- | -- |
|  | 1.   | Concordia Yverdon       | 26 | 14 | 13 | 0 | 1  |    |    |    |
|  | 2.   | Étoile-Sporting (II)    | 20 | 14 | 10 | 0 | 4  |    |    |    |
|  | 3.   | Signal Losanna          | 17 | 14 | 8  | 1 | 4  |    |    |    |
|  | 4.   | Losanna (II)            | 14 | 14 | 7  | 0 | 7  |    |    |    |
|  | 5.   | Friburgo                | 12 | 14 | 5  | 2 | 7  |    |    |    |
|  | 6.   | La Chaux-de-Fonds (II)  | 10 | 14 | 4  | 2 | 8  |    |    |    |
|  | 7.   | Orbe                    | 8  | 14 | 3  | 2 | 9  |    |    |    |
|  | 8.   | Cantonal Neuchâtel (II) | 5  | 14 | 2  | 1 | 11 |    |    |    |

Legenda:
      Ammesso alla finale per la promozione in Serie A 1926-1927.
      Agli spareggi per la retrocessione/promozione.
Note:
Due punti a vittoria, uno a pareggio, zero a sconfitta.

## Risultati

### Tabellone
|                        | CAN  | CON  | ETS  | FRI  | LCF  | LOS  | ORB  | SIG  |
| ---------------------- | ---- | ---- | ---- | ---- | ---- | ---- | ---- | ---- |
| Cantonal (II)          | –––– | 3-4  | 3-8  | 1-3  | 0-0  | 6-2  | 1-4  | 0-5  |
| Concordia              | 6-3  | –––– | 5-2  | 4-1  | 9-0  | 3-2  | 3-2  | 2-1  |
| Etoile Sporting (II)   | 3-0  | 5-2  | –––– | 7-1  | 3-2  | 1-0  | 3-0  | 2-3  |
| Friborgo               | 2-0  | 6-7  | 1-3  | –––– | 2-3  | 3-1  | 2-2  | 1-2  |
| La Chaux-de-Fonds (II) | 1-0  | 0-5  | 2-3  | 0-1  | –––– | 1-0  | 2-0  | 1-4  |
| Losanna (II)           | 1-2  | -    | 3-1  | 6-1  | 2-0  | –––– | 5-1  | 4-3  |
| Orbe                   | 3-2  | 1-2  | 1-5  | 2-2  | 3-1  | 2-6  | –––– | 0-9  |
| Signal                 | 4-2  | 1-4  | 5-2  | 0-2  | 1-1  | 1-6  | 5-0  | –––– |

### Calendario
| andata (1ª) | andata (1ª) | 1ª giornata                       | ritorno (8ª) | ritorno (8ª) |
|             |             |                                   |              |              |
| 6 set.      | 1-0         | Etoile Sporting (II)-Losanna (II) | 1-3          | 28 mar.      |
| 6 set.      | 2-2         | Orbe-Friborgo                     | 2-2          | 6 dic.       |
| 1 nov.      | 0-5         | La Chaux de Fonds (II)-Concordia  | 0-9          | 13 dic.      |
| 13 dic.     | 0-5         | Cantonal (II)-Signal              | 2-4          | 22 nov.      |

| andata (2ª) | andata (2ª) | 2ª giornata                        | ritorno (9ª) | ritorno (9ª) |
|             |             |                                    |              |              |
| 13 set.     | 4-1         | Concordia-Friborgo                 | 7-6          | 29 nov.      |
| 13 set.     | 3-0         | Etoile Sporting (II)-Cantonal (II) | 8-3          | 28 feb.      |
| 13 set.     | 1-4         | La Chaux de Fonds (II)-Signal      | 1-1          | 28 mar.      |
| 13 set.     | 5-1         | Losanna (II)-Orbe                  | 6-2          | 14 feb.      |

| andata (1ª) | andata (1ª) | 1ª giornata                       | ritorno (8ª) | ritorno (8ª) |
|             |             |                                   |              |              |
| 6 set.      | 1-0         | Etoile Sporting (II)-Losanna (II) | 1-3          | 28 mar.      |
| 6 set.      | 2-2         | Orbe-Friborgo                     | 2-2          | 6 dic.       |
| 1 nov.      | 0-5         | La Chaux de Fonds (II)-Concordia  | 0-9          | 13 dic.      |
| 13 dic.     | 0-5         | Cantonal (II)-Signal              | 2-4          | 22 nov.      |

| andata (2ª) | andata (2ª) | 2ª giornata                        | ritorno (9ª) | ritorno (9ª) |
|             |             |                                    |              |              |
| 13 set.     | 4-1         | Concordia-Friborgo                 | 7-6          | 29 nov.      |
| 13 set.     | 3-0         | Etoile Sporting (II)-Cantonal (II) | 8-3          | 28 feb.      |
| 13 set.     | 1-4         | La Chaux de Fonds (II)-Signal      | 1-1          | 28 mar.      |
| 13 set.     | 5-1         | Losanna (II)-Orbe                  | 6-2          | 14 feb.      |

| andata (3ª) | andata (3ª) | 3ª giornata                                 | ritorno (10ª) | ritorno (10ª) |
|             |             |                                             |               |               |
| 27 set.     | 3-1         | Friborgo (II)-Losanna (II)                  | 1-6           | 13 dic.       |
| 27 set.     | 2-3         | La Chaux de Fonds (II)-Etoile Sporting (II) | 2-3           | 15 nov.       |
| 18 ott.     | 1-4         | Signal-Concordia                            | 1-2           | 21 feb.       |
| 1 nov.      | 1-4         | Cantonal (II)-Orbe                          | 2-3           | 21 feb.       |

| andata (4ª) | andata (4ª) | 4ª giornata                     | ritorno (11ª) | ritorno (11ª) |
|             |             |                                 |               |               |
| 4 ott.      | 6-2         | Cantonal (II)-Losanna (II)      | 2-1           | 7 mar.        |
| 4 ott.      | 0-1         | La Chaux de Fonds (II)-Friborgo | 3-2           | 21 feb.       |
| 15 nov.     | 1-2         | Orbe-Concordia                  | 2-3           | 14 feb.       |
| 14 feb.     | 2-3         | Etoile Sporting (II)-Signal     | 2-5           | 14 mar.       |

| andata (3ª) | andata (3ª) | 3ª giornata                                 | ritorno (10ª) | ritorno (10ª) |
|             |             |                                             |               |               |
| 27 set.     | 3-1         | Friborgo (II)-Losanna (II)                  | 1-6           | 13 dic.       |
| 27 set.     | 2-3         | La Chaux de Fonds (II)-Etoile Sporting (II) | 2-3           | 15 nov.       |
| 18 ott.     | 1-4         | Signal-Concordia                            | 1-2           | 21 feb.       |
| 1 nov.      | 1-4         | Cantonal (II)-Orbe                          | 2-3           | 21 feb.       |

| andata (4ª) | andata (4ª) | 4ª giornata                     | ritorno (11ª) | ritorno (11ª) |
|             |             |                                 |               |               |
| 4 ott.      | 6-2         | Cantonal (II)-Losanna (II)      | 2-1           | 7 mar.        |
| 4 ott.      | 0-1         | La Chaux de Fonds (II)-Friborgo | 3-2           | 21 feb.       |
| 15 nov.     | 1-2         | Orbe-Concordia                  | 2-3           | 14 feb.       |
| 14 feb.     | 2-3         | Etoile Sporting (II)-Signal     | 2-5           | 14 mar.       |

| andata (5ª) | andata (5ª) | 5ª giornata                         | ritorno (12ª) | ritorno (12ª) |
|             |             |                                     |               |               |
| 27 set.     | 3-4         | Cantonal (II)-Concordia             | 3-6           | 14 feb.       |
| 11 ott.     | 3-0         | Etoile Sporting (II)-Orbe           | 5-1           | 13 dic.       |
| 11 ott.     | 2-0         | Losanna (II)-La Chaux de Fonds (II) | 0-1           | 14 mar.       |
| 15 nov.     | 1-2         | Friborgo-Signal                     | 2-0           | 28 feb.       |

| andata (6ª) | andata (6ª) | 6ª giornata                          | ritorno (13ª) | ritorno (13ª) |
|             |             |                                      |               |               |
| 18 ott.     | 1-3         | Friborgo-Etoile Sporting (II)        | 1-7           | 22 nov.       |
| 18 ott.     | 1-0         | La Chaux de Fonds (II)-Cantonal (II) | 0-0           | 21 mar.       |
| 27 set.     | 0-9         | Orbe-Signal                          | 0-5           | 18 apr.       |
| 1 nov.      | -           | Losanna (II)-Concordia               | 2-3           | 22 nov.       |

| andata (5ª) | andata (5ª) | 5ª giornata                         | ritorno (12ª) | ritorno (12ª) |
|             |             |                                     |               |               |
| 27 set.     | 3-4         | Cantonal (II)-Concordia             | 3-6           | 14 feb.       |
| 11 ott.     | 3-0         | Etoile Sporting (II)-Orbe           | 5-1           | 13 dic.       |
| 11 ott.     | 2-0         | Losanna (II)-La Chaux de Fonds (II) | 0-1           | 14 mar.       |
| 15 nov.     | 1-2         | Friborgo-Signal                     | 2-0           | 28 feb.       |

| andata (6ª) | andata (6ª) | 6ª giornata                          | ritorno (13ª) | ritorno (13ª) |
|             |             |                                      |               |               |
| 18 ott.     | 1-3         | Friborgo-Etoile Sporting (II)        | 1-7           | 22 nov.       |
| 18 ott.     | 1-0         | La Chaux de Fonds (II)-Cantonal (II) | 0-0           | 21 mar.       |
| 27 set.     | 0-9         | Orbe-Signal                          | 0-5           | 18 apr.       |
| 1 nov.      | -           | Losanna (II)-Concordia               | 2-3           | 22 nov.       |

| \| andata (7ª) \| andata (7ª) \| 7ª giornata \| ritorno (14ª) \| ritorno (14ª) \| \| \| \| \| \| \| \| 25 ott. \| 1-3 \| Cantonal (II)-Friborgo \| 0-2 \| 14 mar. \| \| 25 ott. \| 3-1 \| Orbe-La Chaux de Fonds (II) \| 0-2 \| 22 nov. \| \| 25 ott. \| 4-3 \| Losanna (II)-Signal \| 6-1 \| 25 apr. \| \| 4 ott. \| 5-2 \| Concordia-Etoile Sporting (II) \| 2-5 \| 21 mar. \| |             |                                |               |               |
| andata (7ª) | andata (7ª) | 7ª giornata                    | ritorno (14ª) | ritorno (14ª) |
| |             |                                |               |               |
| 25 ott. | 1-3         | Cantonal (II)-Friborgo         | 0-2           | 14 mar.       |
| 25 ott. | 3-1         | Orbe-La Chaux de Fonds (II)    | 0-2           | 22 nov.       |
| 25 ott. | 4-3         | Losanna (II)-Signal            | 6-1           | 25 apr.       |
| 4 ott. | 5-2         | Concordia-Etoile Sporting (II) | 2-5           | 21 mar.       |

| andata (7ª) | andata (7ª) | 7ª giornata                    | ritorno (14ª) | ritorno (14ª) |
|             |             |                                |               |               |
| 25 ott.     | 1-3         | Cantonal (II)-Friborgo         | 0-2           | 14 mar.       |
| 25 ott.     | 3-1         | Orbe-La Chaux de Fonds (II)    | 0-2           | 22 nov.       |
| 25 ott.     | 4-3         | Losanna (II)-Signal            | 6-1           | 25 apr.       |
| 4 ott.      | 5-2         | Concordia-Etoile Sporting (II) | 2-5           | 21 mar.       |

## Finale gruppi ovest 1 e 2
S'incontrano le due squadre vincenti i rispettivi gironi.
|               | Risultato |                   | Luogo e data            |  |
| ------------- | --------- | ----------------- | ----------------------- |  |
| Servette (II) | 1 -1      | Concordia Yverdon | Losanna, 11 aprile 1926 |  |
|               |           |                   |                         |  |

## Finale gruppi ovest 1 e 2 (ripetizione)
|               | Risultato      |                   | Luogo e data            |  |
| ------------- | -------------- | ----------------- | ----------------------- |  |
| Servette (II) | 2 - 1 (d.t.s.) | Concordia Yverdon | Losanna, 18 aprile 1926 |  |
|               |                |                   |                         |  |

## Fase finale
|                     | Risultati |                     | Luogo e data              |  |
| ------------------- | --------- | ------------------- | ------------------------- |  |
| Oberwinterthur      | 2 - 2     | Black Stars Basilea | Winterthur, 2 maggio 1926 |  |
| Black Stars Basilea | 1 - 0     | Servette            | Basilea, 9 maggio 1926    |  |
| Servette            | 0 -1      | Oberwinterthur      | Ginevra, 4 luglio 1926    |  |
|                     |           |                     |                           |  |

### Classifica finale
|  | Pos. | Squadra             | Pt | G | V | N | P | GF | GS | DR |
|  | ---- | ------------------- | -- | - | - | - | - | -- | -- | -- |
|  | 1.   | Black Stars Basilea | 3  | 2 | 1 | 1 | 0 | 3  | 2  | +1 |
|  | 2.   | Oberwinterthur      | 3  | 2 | 1 | 1 | 0 | 3  | 2  | +1 |
|  | 3.   | Servette (II)       | 0  | 2 | 0 | 0 | 2 | 0  | 2  | -2 |

### Spareggio
|                     | Risultato |                | Luogo e data           |  |
| ------------------- | --------- | -------------- | ---------------------- |  |
| Black Stars Basilea | 4 -1      | Oberwinterthur | Zurigo, 11 luglio 1926 |  |
|                     |           |                |                        |  |

## Spareggi promozione/retrocessione (Serie A/Serie Promozione)
Spareggi disputati dalle tre squadre vincenti i propri gironi e gli spareggi regionali disputati in Serie Promozione e le tre squadre classificate nei rispettivi gironi di Serie A nell'ultima posizione di classifica. Le tre squadre vincenti questi spareggi parteciperanno al campionato di Serie A 1925-1926

### Spareggio zona est
|                | Risultati |                | Luogo e data               |
| -------------- | --------- | -------------- | -------------------------- |
| Veltheim       | 7 - 2     | Oberwinterthur | Veltheim, 13 giugno 1926   |
| Oberwinterthur | 0 - 7     | Veltheim       | Winterthur, 20 giugno 1926 |
|                |           |                |                            |

### Spareggio zona centro
|             | Risultati |             | Luogo e data            |
| ----------- | --------- | ----------- | ----------------------- |
| Grenchen    | 2 - 1     | Black Stars | Grenchen, 6 giugno 1926 |
| Black Stars | 5 - 1     | Grenchen    | Basilea, 13 giugno 1926 |
|             |           |             |                         |

#### Spareggio finale zona centro
|          | Risultati |             | Luogo e data          |
| -------- | --------- | ----------- | --------------------- |
| Grenchen | 2 - 1     | Black Stars | Aarau, 20 giugno 1926 |
|          |           |             |                       |

### Spareggio zona ovest
|           | Risultati |           | Luogo e data            |
| --------- | --------- | --------- | ----------------------- |
| Concordia | 1 - 1     | Friborgo  | Yverdon, 31 maggio 1926 |
| Friborgo  | 3 - 1     | Concordia | Friborgo, 7 giugno 1926 |
|           |           |           |                         |

## Spareggi promozione/retrocessione (Serie Promozione/Serie B)
Spareggi disputati dalle sei squadre arrivate all'ultimo posto nei rispettivi gironi di Serie Promozione e le sei squadre vincenti i rispettivi gironi di Serie B. Le sei squadre vincenti questi spareggi parteciperanno al campionato di Serie Promozione 1926-1927

### Spareggio zona Ovest
|                         | Risultati |                         | Luogo e data              |
| ----------------------- | --------- | ----------------------- | ------------------------- |
| Renens                  | 3 - 1     | Cantonal Neuchâtel (II) | Renens, 13 maggio 1926    |
| Cantonal Neuchâtel (II) | 0 - 1     | Renens                  | Neuchâtel, 20 maggio 1926 |
|                         |           |                         |                           |

|                   | Risultati |                   | Luogo e data               |
| ----------------- | --------- | ----------------- | -------------------------- |
| Saint-Jean        | 1 - 4     | Villeneuve-Sports | Ginevra, 6 giugno 1926     |
| Villeneuve-Sports | 0 - 1     | Saint-Jean        | Villeneuve, 15 giugno 1926 |
|                   |           |                   |                            |

#### Spareggio finale
|                   | Risultati |            | Luogo e data            |
| ----------------- | --------- | ---------- | ----------------------- |
| Villeneuve-Sports | 5 - 1     | Saint-Jean | Losanna, 20 giugno 1926 |
|                   |           |            |                         |

### Spareggio zona centro
|           | Risultati |           | Luogo e data              |
| --------- | --------- | --------- | ------------------------- |
| Buchs     | 0 - 2     | Allschwil | Buchs, 9 maggio 1926      |
| Allschwil | ? - ?     | Buchs     | Allschwil, 16 maggio 1926 |
|           |           |           |                           |

|             | Risultati |             | Luogo e data            |
| ----------- | --------- | ----------- | ----------------------- |
| Berna (II)  | 2 - 3     | Soletta(II) | Berna, 9 maggio 1926    |
| Soletta(II) | 6 - 0     | Berna (II)  | Soletta, 30 maggio 1926 |
|             |           |             |                         |

### Spareggio zona est
|          | Risultati |          | Luogo e data             |
| -------- | --------- | -------- | ------------------------ |
| Zugo     | 2 - 6     | Veltheim | Zugo, 9 maggio 1926      |
| Veltheim | 4 - 2     | Zugo     | Veltheim, 16 maggio 1926 |
|          |           |          |                          |

|            | Risultati |            | Luogo e data              |
| ---------- | --------- | ---------- | ------------------------- |
| Bruhl (II) | 2 - 2     | Red Star   | San Gallo, 16 maggio 1926 |
| Red Star   | 4 - 1     | Bruhl (II) | Zurigo, 30 maggio 1926    |
|            |           |            |                           |

## Verdetti
- Black Stars Basilea è Campione Svizzero di Serie Promozione 1925-1926.
- Nessuna promozione in Serie A.
- Zugo (SC), Brühl (II), Cantonal Neuchâtel (II), Saint-Jean, Buchs e Berna (II) retrocesse in Serie B 1926-1927.